# Bkassine
Bkassine (arabe : بكاسين) est un village du district de Jezzine (gouvernorat du Liban-Sud, Liban). Il abrite la plus grande forêt de pins du Proche-Orient.

## Étymologie
Il signifie « village des disparus » en araméen-syriaque.

## Géographie
Bkassine est situé à 70 km de Beyrouth et à 950 m d'altitude ; sa superficie est de 507 hectares.
Constituée en grande  partie de pins parasols, la forêt de pins a une superficie de 2,5 km2. On y trouve 168 espèces végétales, dont 65 médicinales. Elle est protégée depuis 1996. Elle fait face à un risque d'érosion.

## Histoire
Après le tremblement de terre de 1956, des villageois s'étaient réfugiés sur les hauteurs de la pinède, bâtissant un lotissement de 80 habitations qui s'était voulu temporaire. Bkassine s'est ainsi créée dans l'urgence, sans système d'assainissement, le réseau ayant continué à se dégrader pendant la guerre du Liban. Avec l'aide de la France, il a  été remis à neuf au début des années 2000.

## Démographie
Bkassine est composée principalement de maronites, avec quelques melchites et catholiques arméniens.

## Tourisme
Bkassine constitue une étape sur le sentier de grande randonnée Lebanon Mountain Trail. Le village a gagné plusieurs prix locaux et internationaux comme : « les plus beaux villages du Liban », « le village préférée des libanais en 2018 » , et le « best tourism village » de l'UNWTO. En 2021 il a obtenu le label Meilleurs villages touristiques de l'Organisation mondiale du tourisme.

## Patrimoine

### Patrimoine archéologique
- Église Saydet el-Najat, construite en 1855
- Église Saint-Takla, célébration en septembre qui donne lieu à la préparation de mouneh
- Monastère Saint-Joseph
- Un bassin versant constitué de 17 tunnels traversant la forêt de pins, construit au début du vingtième siècle avec l'aide d'ingénieurs français de l'École des mines de Paris.
- Moulin à eau
- Pont ottoman

### Patrimoine paléontologique
À proximité du village se trouve un site paléontologique datant de 125 millions d'années (Barrémien inférieur, au Crétacé inférieur). Ce site est remarquable pour la richesse et la qualité de ses fossiles insérés dans les lamelles de mudstone de schistes bitumineux (dysodiles). On y a notamment trouvé, en 2003 et 2023, des fossiles exceptionnellement bien préservés d'isopodes d'eau douce dont on a pu examiner tous les détails morphologiques, et qui éclairent d'un jour nouveau l'histoire évolutive des Crustacés,.

## Personnalités
Les mères de George J. Mitchell et Henri Jibrayel sont originaires du village.